# Squalea
— non classé —
Les Squalea forment un groupe de requins aujourd'hui obsolète mais défini comme regroupant les requins modernes et les raies, et frère des Galea. L'ichtyologiste japonais Shigeru Shirai le nomme en 1992 en se fondant sur l'absence de nageoire anale (sauf pour les Hexanchiformes), un caractère typique des poissons dits primitifs. Les Squalea compte près de 800 espèces, dont les trois quarts sont des raies.
La phylogénie moléculaire a aujourd'hui rendu ce regroupement obsolète, suggérant que les ressemblances anatomiques entre les raies et les requins modernes ne sont que le fruit de convergences évolutives.

## Phylogénie
Les Squalea se composent des requins modernes (Hexanchiformes, Pristiophoriformes, Squaliformes et Squatiniforme) et des raies (Batoidea). La phylogénie moléculaire exclut aujourd'hui ce dernier groupe du clade des requins (Selachimorpha) et en fait un groupe frère. Le taxon des Squalea est ainsi obsolète au profit des Squalimorphii ne comptant que les requins modernes et groupe frère des Galeomorphii.
| Vision historique des Squalea | Les Batoidea groupe frère des Selachimorpha | Les Batoidea groupe frère des Selachimorpha |
| de Carvalho (1996) étude sur la morphologie | Heinicke et al. (2009) étude sur 12S, 16S, RAG1 | Vélez-Zuazo & Agnarsson (2011) étude sur 16S, cytochrome b, COI, NADH2, RAG1 |
| --- | --- | --- |
| - Selachimorpha - Squalea - Hexanchiformes - - Squaliformes - - Squatiniformes - - Pristiophoriformes - Batoidea - Galeomorphii - Heterodontiformes - - Orectolobiformes - - Lamniformes - Carcharhiniformes | - Selachimorpha - Batoidea - - Squalimorphii - Hexanchiformes - - Pristiophoriformes - - Squaliformes - Squatiniformes - Galeomorphii - Heterodontiformes - - Orectolobiformes - - Lamniformes - Carcharhiniformes | - Selachimorpha - Batoidea - - Squalimorphii - Hexanchiformes - - - Pristiophoriformes - Squatiniformes - Squaliformes - Galeomorphii - Heterodontiformes - - Lamniformes - - Orectolobiformes - Carcharhiniformes |